# 11315 Salpetriere
A 11315 Salpetriere (ideiglenes jelöléssel 1994 NS1) a Naprendszer kisbolygóövében található aszteroida. Eric Walter Elst fedezte fel 1994. július 8-án.